# Caloptilia deltanthes
Caloptilia deltanthes là một loài bướm đêm thuộc họ Gracillariidae. Nó được tìm thấy ở quần đảo Marquesas.
Ấu trùng ăn Glochidion ramiflorum. Chúng ăn lá nơi chúng làm tổ.